# Departamento de Usulután
Usulután es uno de los catorce departamentos que conforman la República de El Salvador, se encuentra ubicado en la zona oriental.

## Historia
El departamento fue creado el 22 de junio de 1865 durante la administración del licenciado Francisco Dueñas.

## Geografía
Su cabecera es Usulután, la cual cuenta con una población de 73.064 habitantes según el censo del 2007, ocupando la posición número 15 en población. Sus lugares turísticos más importantes son el Volcán de Usulután, la laguna de Alegría en el volcán Tecapa; que se ubica en el municipio de Alegría. Otro destino visitado es el municipio de Berlín (con miradores, restaurantes, cafés y paisajes de montañas) y por el lado costero la bahía de Jiquilisco; donde se ubican los municipios cercanos de Jiquilisco y Puerto El Triunfo, con manglares e islas; además cuenta con la capitanía de la Fuerza Naval, la cual vela por la seguridad de las costas. 
Su punto más alto se ubica en las coordenadas 13.467439, -88.427215, en el Cerro El Tigre a 1.640 m s. n. m.

### Clima
Como toda la llanura costera, el clima de la zona está comprendido dentro de la clasificación climática de sabana tropical caliente del climatólogo Koppen, o tierra caliente, según Sapper Laver. La precipitación media anual es de 1949 milímetros y está distribuida principalmente entre mayo y octubre con un descenso típico en los meses de julio y agosto. La temperatura media varía de 25.9° a 28.1 °C, con máxima de 36.3 °C (promedio mensual) registradas en marzo, y mínima de 19.1 °C registrada en diciembre.

## Religión
| Religión en Usulután (2018) | Religión en Usulután (2018) | Religión en Usulután (2018) | Religión en Usulután (2018) | Religión en Usulután (2018) |
| --------------------------- | --------------------------- | --------------------------- | --------------------------- | --------------------------- |
| Religión                    | Religión                    |                             | Porcentaje                  | Porcentaje                  |
| Catolicismo                 | Catolicismo                 |                             | 54 %                        | 54 %                        |
| Protestantismo              | Protestantismo              |                             | 37 %                        | 37 %                        |
| Sin Religión                | Sin Religión                |                             | 8 %                         | 8 %                         |
| Otras religiones            | Otras religiones            |                             | 1 %                         | 1 %                         |

En Usulután hay 2 religiones que se practican mucho: el catolicismo y el protestantismo. El catolicismo representa el 54% de la población y el protestantismo representa el 37%, mientras que el 8% de la población no pertenece a ninguna religión y el 1% pertenece a otras religiones.

## División administrativa

### Municipios y Distritos Municipales desde 2023
| N.° | Municipios     | Distritos Municipales | Área Km2 |
| --- | -------------- | --- | -------- |
| 1   | Usulután Norte | - Alegría - Berlín - El Triunfo - Estanzuelas - Jucuapa - Mercedes Umaña - Nueva Granada - San Buenaventura - Santiago de María     | 551.69   |
| 2   | Usulután Este  | - California - Concepción Batres - Ereguayquín - Jucuarán - Ozatlán - Santa Elena - San Dionisio - Santa María - Tecapán - Usulután | 831.32   |
| 3   | Usulután Oeste | - Jiquilisco - Puerto El Triunfo - San Agustín - San Francisco Javier                                                               | 747.43   |

## Demografía
El departamento de Usulután de acuerdo con el censo de población de 2024, el departamento tenía 325.494 habitantes, de los cuales 151.346 son hombres y 174.148 son mujeres. La población total está conformada en los siguientes distritos:
| Municipio          | Distrito             | Total   | Hombres | Mujeres | Área (km²) | Densidad |
| ------------------ | -------------------- | ------- | ------- | ------- | ---------- | -------- |
| 01- Usulután Este  | California           | 2,619   | 1,243   | 1,376   | 24.41      | 107.29   |
| 01- Usulután Este  | Concepción Batres    | 10,840  | 5,030   | 5,810   | 119.05     | 91.05    |
| 01- Usulután Este  | Ereguayquín          | 6,618   | 2,975   | 3,643   | 28.01      | 236.27   |
| 01- Usulután Este  | Jucuarán             | 12,722  | 6,223   | 6,499   | 239.69     | 53.08    |
| 01- Usulután Este  | Ozatlán              | 10,497  | 4,797   | 5,700   | 50.22      | 209.02   |
| 01- Usulután Este  | San Dionisio         | 3,676   | 1,716   | 1,960   | 114.95     | 31.98    |
| 01- Usulután Este  | Santa Elena          | 16,051  | 7,403   | 8,648   | 54.92      | 292.26   |
| 01- Usulután Este  | Santa María          | 12,780  | 5,853   | 6,927   | 11.90      | 1,073.95 |
| 01- Usulután Este  | Tecapán              | 7,369   | 3,443   | 3,926   | 48.42      | 152.19   |
| 01- Usulután Este  | Usulután             | 66,125  | 30,187  | 35,938  | 139.75     | 473.17   |
| 01 - Usulután Este | Total                | 149,297 | 68,870  | 80,427  | 831.32     | 179.59   |
| 02- Usulután Norte | Alegría              | 12,294  | 5,904   | 6,390   | 40.41      | 304.23   |
| 02- Usulután Norte | Berlín               | 20,683  | 9,928   | 10,755  | 146.96     | 140.74   |
| 02- Usulután Norte | El Triunfo           | 7,099   | 3,301   | 3,798   | 39.71      | 178.77   |
| 02- Usulután Norte | Estanzuelas          | 7,761   | 3,630   | 4,131   | 71.73      | 108.20   |
| 02- Usulután Norte | Jucuapa              | 17,696  | 8,209   | 9,487   | 36.11      | 490.06   |
| 02- Usulután Norte | Mercedes Umaña       | 12,547  | 5,922   | 6,625   | 61.42      | 204.28   |
| 02- Usulután Norte | Nueva Granada        | 7,278   | 3,400   | 3,878   | 89.73      | 81.11    |
| 02- Usulután Norte | San Buena Ventura    | 5,225   | 2,493   | 2,732   | 27.91      | 187.21   |
| 02- Usulután Norte | Santiago de María    | 17,940  | 8,221   | 9,719   | 37.71      | 475.74   |
| 02- Usulután Norte | Total                | 108,523 | 51,008  | 57,515  | 551.69     | 196.71   |
| 03- Usulután Oeste | Jiquilisco           | 44,271  | 20,517  | 23,754  | 429.99     | 102.96   |
| 03- Usulután Oeste | Puerto El Triunfo    | 12,983  | 6,058   | 6,925   | 168.68     | 76.97    |
| 03- Usulután Oeste | San Agustín          | 5,276   | 2,464   | 2,812   | 103.44     | 51.01    |
| 03- Usulután Oeste | San Francisco Javier | 5,144   | 2,429   | 2,715   | 45.32      | 113.50   |
| 03- Usulután Oeste | Total                | 67,674  | 31,468  | 36,206  | 747.43     | 90.54    |
| TOTAL              | TOTAL                | 325,494 | 151,346 | 174.148 | 2,130.44   | 152.78   |

Además según información del mismo censo, 2,201 personas se identificaron como indígenas en todo el departamento, representando el 0.68% de la población total, en contraste el distrito con mayor porcentaje de personas indígenas es Ereguayquín donde el 1.93% de la población se identifica con dicho grupo.

## Escudo
La oficialización del escudo se otorgó el 17 de junio de 1965, el cual fue emitido por el Ministerio del Interior. Sin embargo, hasta el 22 de junio del mismo año, junto con los demás símbolos fueron declarados como emblemas del departamento de Usulután.
El escudo forma el croquis del departamento, rodeado de una mazorca de maíz, primera producción agrícola de los antepasados lencas; luego en el centro la mano poderosa de trabajador y hombre de empresa, levantando con fe la nueva pujanza agrícola: café y algodón, y en la parte inferior, la Bahía del Espíritu Santo con la industria salinera y la riqueza pesquera.

## Bandera
Está compuesta de tres franjas horizontales, en color verde la superior, blanco la del centro y azul la inferior. La franja blanca lleva veintitrés estrellas, que representan a igual número de municipios. La franja blanca simboliza la paz y la armonía del pueblo usuluteco; la verde, la fertilidad de su suelo; la azul, además de hacer alusión al límpido cielo como bienhechor, también refleja la inmensidad del mar que baña las orillas del departamento usuluteco.

## Galería

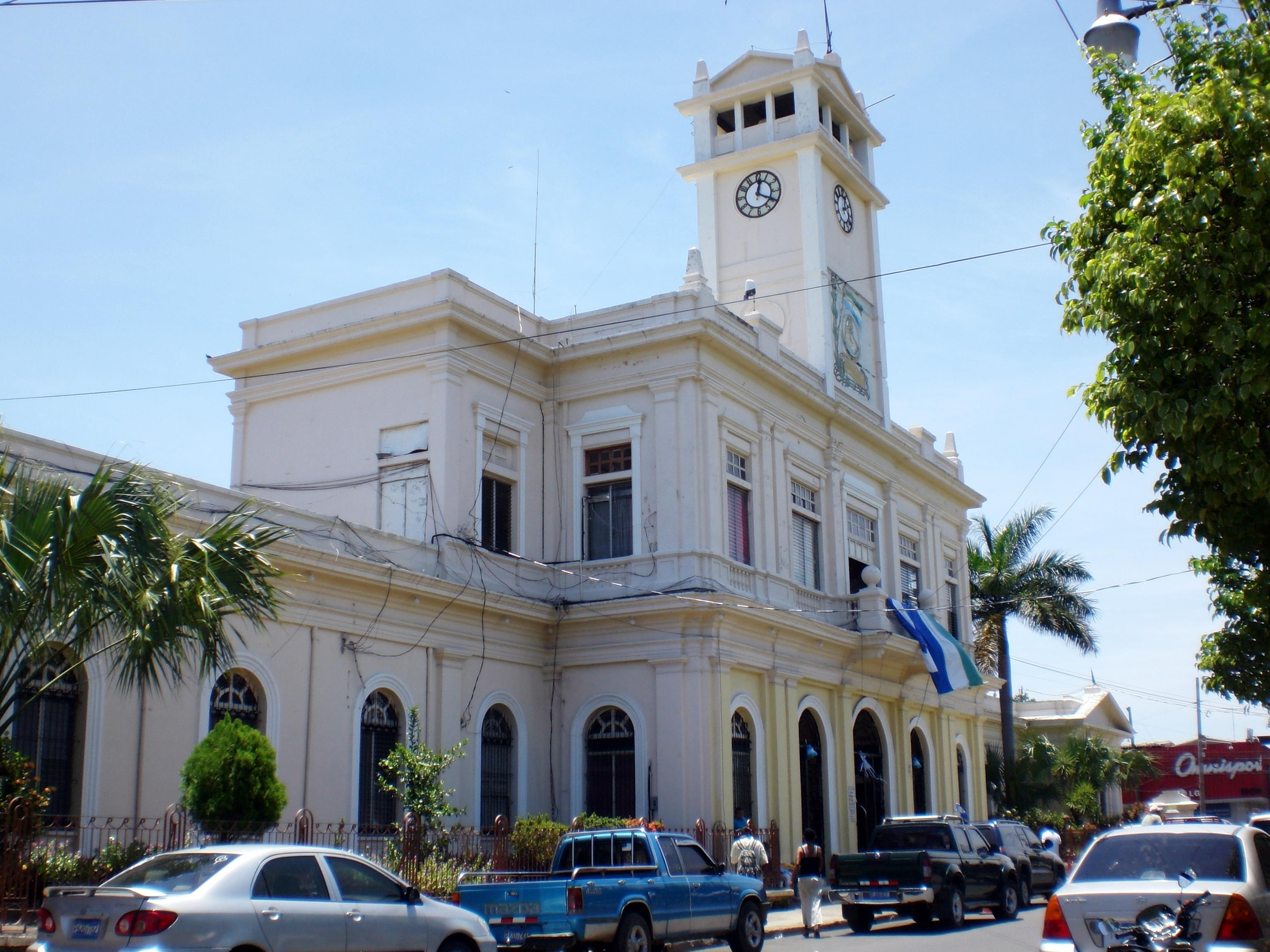
Alcaldía Municipal de Usulután
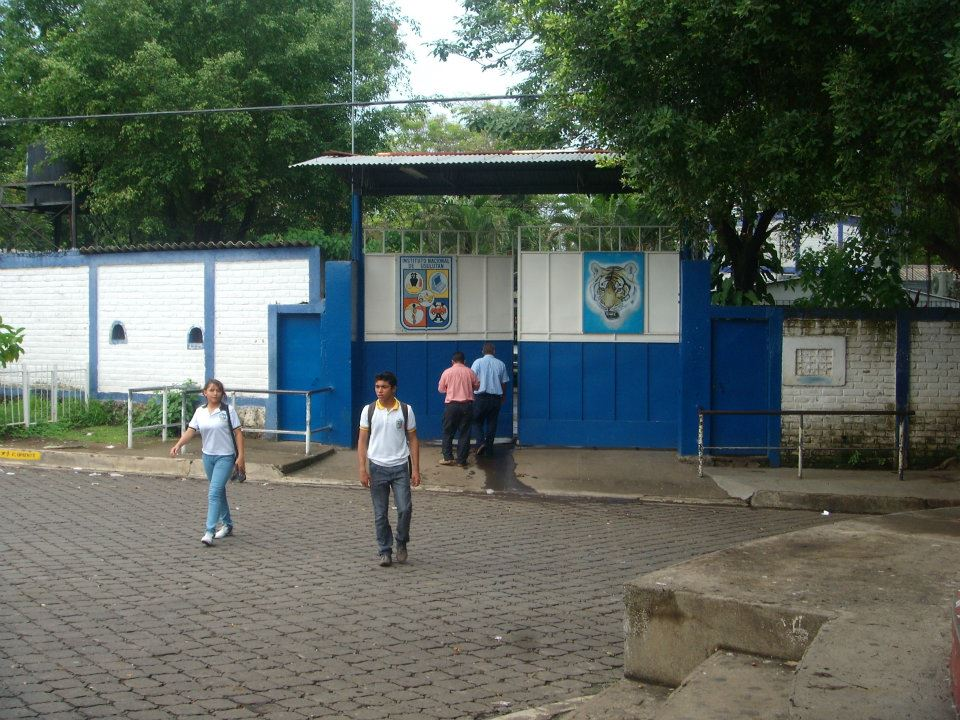
Centro público de educación media de la ciudad principal.